# ارجیانو
اُرجیانو (به ایتالیایی: Orgiano) یک کومونه در ایتالیا است که در استان ویچنزا واقع شده‌است. ارجیانو ۱۸ کیلومتر مربع مساحت و ۳٬۱۷۵ نفر جمعیت دارد.